# 斯科特縣 (維吉尼亞州)
斯科特縣（英語：Scott County）是美國維吉尼亞州西南部的一個縣，南鄰田納西州。面積1,395平方公里。根據美國2000年人口普查，共有人口23,403人。縣治蓋特城 (Gate City)。
成立於1814年11月24日。縣名紀念紀念軍事家、代表輝格黨參加1852年美國總統選舉的溫菲爾德·史考特 (Winfield Scott)。